# Rangsiya Nisaisom
Rangsiya Nisaisom (taj. รังสิญา นิสัยสม; ur. 11 czerwca 1994 w Chon Buri) – tajska zawodniczka taekwondo.
Taekwondo uprawia od szóstego roku życia. 
W 2011 jako pierwsza osoba z Tajlandii wygrała mistrzostwa świata, pokonując w finale Chorwatkę Marinę Sumić 3:1.
W 2012 wystartowała na igrzyskach olimpijskich w wadze do 57 kg. Odpadła w pierwszej rundzie przegrywając z Tseng Li-cheng 1:4.
W 2013 zdobyła brązowy medal na igrzyskach Azji Południowo-Wschodniej, przegrywając w półfinale z Phạm Thị Thu Hiền z Wietnamu 4:6.
W 2014 wywalczyła brąz igrzysk azjatyckich w wadze do 57 kg.
W 2015 zdobyła brąz uniwersjady w wadze do 57 kg.
Jej trenerem jest Choi Young-seok.
Studiuje administrację biznesu na Kasetsart University.